# Първа гражданска война на Сула
Първата гражданска война на Сула през 88 пр.н.е. – 87 пр.н.е. се провежда между поддръжниците на Луций Корнелий Сула (оптиматите) и войските на Гай Марий (популарите) в Италия. Завършва с победа за Сула, Лукул и оптиматите.